# Cartoixa de Pavia

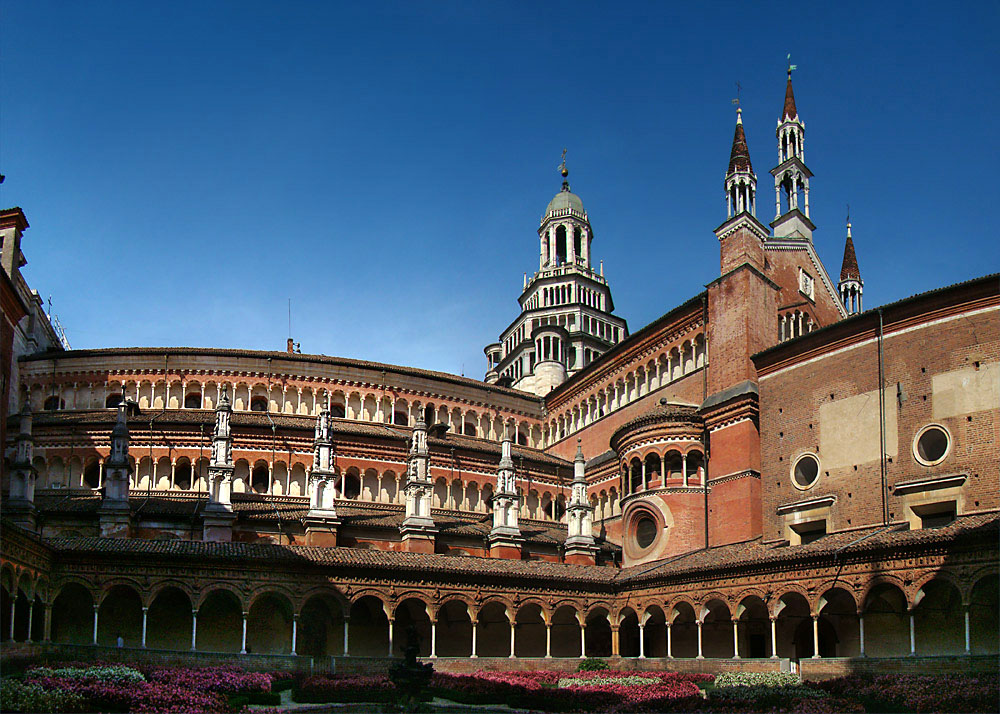
La Cartoixa de Pavia vista des del claustre petit

La Cartoixa de Pavia és un monestir de la Llombardia, al nord d'Itàlia, situada prop de la població de Certosa di Pavia a uns vuit quilòmetres al nord de Pavia.
La va fer construir Gian Galeàs Visconti, complint la voluntat de la seva esposa, Caterina Visconti, que després d'alguns embarassos complicats, en què va arriscar la seva vida, el gener de 1390, a punt de parir va fer la promesa, en forma de testament, que, si sobrevivia al part, faria construir una cartoixa prop de Pavia. El 27 d'agost de 1396 se'n va posar la primera pedra. És possible que Gian Galeàs, que mai no havia mostrat gaire interès per la seva esposa, accedís a aquest desig, no per complaure-la, sinó pels beneficis que ell mateix en podia treure. Podria ser el lloc destinat a fer un mausoleu per als Visconti i la continuació de l'obra del seu pare, que, a Pavia, havia fet construir el Castell dels Visconti (Castello Visconteo) i la Universitat.
Els monestirs cartoixans han de complir uns determinats requisits d'acord a la seva vida monàstica, seguint el model del primer monestir de Chartreuse, amb dos claustres: el claustre major, on es troben les cel·les dels frares, separades però unides per un porxo comú, i el claustre menor, al qual donen l'església, la sala del capítol i el refectori. Al tombant de segle, Gian Galeàs no estava satisfet perquè li semblava que les obres de la Cartoixa no avançaven tan de pressa com ell hauria volgut; tot i que el 1401 ja hi vivien frares, de l'església només hi havia els fonaments. La mort de Gian Galeàs, a causa de la pesta, el 1402, posa en perill la continuïtat de les obres.
Quan, el 1450, Francesc Sforza es proclama senyor dels milanesos, decideix continuar les obres iniciades pels Visconti per tal que el poble el vegi com el seu continuador natural. A la Cartoixa, hi envia l'arquitecte Giovanni Solari. A Francesc Sforza el va succeir el seu germà Ludovico Maria Sforza, que també s'interessa per les obres de la Cartoixa i hi fa dur gran quantitat de marbre de Carrara i de Candoglia. Durant l'última dècada del segle les obres de construcció poden considerar-se acabades i el 16 d'octubre de 1494, Lluís Maria Sforza —el qui era aleshores duc de Milà— la mostra al rei de França, Carles VIII, després d'una cacera en el parc annex i d'un banquet. De tota manera, l'església no estava encara acabada quan és consagrada el 1497.
La Cartoixa de Pavia va ser escenari d'alguns esdeveniments de la batalla de Pavia, quan el 1525, les tropes espanyoles i franceses van enfrontar-se a Mirabello, entre Certosa i Pavia. Les tropes espanyoles van capturar Francesc I, rei dels francesos i el van empresonar a la Cartoixa. Aquella guerra va tenir conseqüències negatives per a la Cartoixa: els soldats van saquejar-la i se'n van endur objectes de valor i van incendiar un arxiu on hi havia documents valuosos sobre la construcció del monestirs. A més, els treballs de la façana, que encara no estava acabada, es van interrompre durant uns anys.
Si bé en el seu origen l'església i convent de la Cartoixa de Parma eren en mans dels frares cartoixans, després va estar ocupada per frares cistercencs i, durant un breu període, també hi van ser els benedictins.